# Олімпійська надія України 2022

Емблема заявки Львова.

Мапа об'єктів, запланованих до Зимової Олімпіади 2022 року.

«Олімпійська надія — 2022» — відповідно до Указу Президента України від 08.09.2010 року № 895, національний пріоритет (проект), метою якого є створення в Україні спортивно-туристичної інфраструктури, здатної прийняти Зимову олімпіаду 2022 року. Термін реалізації проекту: 5 років — перша черга; 9 років — загальний. Очікуваний бюджет: 22-25 млрд. грн. (з них 30 % приватні інвестиції).

## Мета
Реалізація проекту передбачала розбудову, відповідно до вимог МОК, олімпійської інфраструктури за бюджетні кошти та будівництво туристичних об'єктів за інвестиційні кошти, нове позиціювання туристичної привабливості України, підвищення туристичної привабливості та має надати потужний поштовх до розвитку спортивної галузі.
Очікувалося, що проведення Олімпіади синергетично вплине на економіку країни, радикально збільшить інвестиції у туристичну та суміжні галузі, призведе до зростання туристичних потоків, надасть поштовх до розвитку спорту та бізнесу, створить нові робочі місця.
У 2014 році очікувалась подача офіційної заявки міста-кандидата від України (Львів). Також до проведення Олімпіади мали підготувати Трускавець, Стрий, Славське, Воловець та гірські комплекси Тисовець і Тростян. Через війну на сході Україні заявку було відкликано 30 червня. 
Місто-господар Олімпіади оголошено у 2015 році, ним став китайський Пекін.